# Like Someone in Love
Pour plus de détails, voir Fiche technique et Distribution.
Like Someone in Love est un film franco-irano-japonais écrit et réalisé par Abbas Kiarostami, sorti en 2012 et présenté en compétition officielle lors du Festival de Cannes 2012.

## Synopsis
De nos jours dans une grande ville du Japon. Un vieil universitaire très érudit, garant des traditions ; une jeune et séduisante étudiante, qui doit vendre ses charmes pour payer ses études ; un jeune homme jaloux, dont la violence ne demande qu’à exploser : entre ces trois-là, se nouent en une journée des relations inattendues, qui changeront leurs vies à jamais.

## Fiche technique
- Titre : Like Someone in Love
- Réalisation : Abbas Kiarostami
- Scénario : Abbas Kiarostami
- Photographie : Katsumi Yanagijima
- Production : Nathanaël Karmitz, Charles Gilibert, Abbas Kiarostami
- Sociétés de production : MK2 Production (France) et Eurospace (Japon)
- Pays d'origine :  France,  Japon,  Iran
- Langue originale : japonais
- Format : couleur - 1,66:1 - Dolby Digital
- Genre : drame
- Durée : 109 minutes
- Date de sortie : 10 octobre 2012 (France)

## Distribution
- Rin Takanashi : Akiko
- Tadashi Okuno : Takashi, le vieux professeur
- Ryo Kase : Noriaki
- Denden : Hiroshi
- Mihoko Suzuki : la voisine
- Kaneko Kubota : la grand-mère d'Akiko
- Hiroyuki Kishi : l'ancien élève de Takashi, au garage
- Kouichi Ohori : le chauffeur de taxi
- Tomoaki Tatsumi : le mécanicien
- Reiko Mori : Nagisa
- Seina Kasugai : l'amie de Nagisa
- Ryota Nakanishi : Gakusei [1]